# François Pittié
François Gabriel Pittié, dit  Francis Pittié en tant qu'auteur, né à Nevers le 4 janvier 1829, et mort à Paris le 3 décembre 1886, est un militaire et homme de lettres français.

## Biographie

### Jeunesse et formation
Fils de Philippe Pittié, maître de pension à Nevers, et de Marie Antoinette Theurier, son épouse, François Gabriel Pittié naît à Nevers le 4 janvier 1829. Il y commence ses études au collège de la ville, puis les poursuit au lycée Charlemagne, à Paris. Reçu à l'École spéciale militaire, il en sort en 1847.

### Guerre de Crimée et campagne d'Italie
Il prend part à la guerre de Crimée où il est blessé deux fois devant Sébastopol. Il en revient avec le grade de capitaine, et est fait chevalier de la Légion d'honneur. Il participe à la  campagne d'Italie, en 1859 et, lors de la bataille de Solférino reçoit sa troisième blessure. 

### Guerre de 1870
Au cours de la guerre de 1870, il sert dans l'Armée du Nord et participe à la Bataille d'Amiens puis combat dans l’armée de Bourbaki et reçoit sa quatrième blessure. Il est promu commandeur de la Légion d’honneur et termine la guerre avec le grade de lieutenant colonel dans le 40e régiment d'infanterie.

### Chef de la maison militaire du président de la République
En 1874, il est nommé colonel et commande le 61e de Ligne. En 1879, il est choisi par le président Jules Grévy comme chef de sa maison militaire, charge qu’il exerce « avec un grand tact et la plus parfaite urbanité ». Général de brigade la même année, il est chargé de l’inspection de l’infanterie. Promu général de division en 1883 comme secrétaire général du Cabinet du Président. Il est élevé à la dignité Grand Officier de la Légion d'honneur le 24 juin 1886. Il meurt à son domicile, au palais de l'Élysée, le 3 décembre 1886. Il repose au cimetière Jean Gautherin de Nevers.

## Distinctions
- Officier de l'Instruction publique
- Grand officier de la Légion d'honneur (décret du 24 juin 1886)

## Œuvre littéraire
Il a écrit, sous le nom de Francis Pittié :
- Contes sous la tente (1856) ;
- Le Roman de la vingtième année (1862) ;
- À travers la vie, recueil de poésie (1885) ;

Son œuvre littéraire qui critique « l’amour effréné du luxe »  du Second Empire, lui a valu d’être fait officier de l’Instruction publique.

## Postérité
L'ancienne caserne de Nevers portait son nom depuis 1887.

## Sources et bibliographie
- Émile Delaunay, Le général Pittié, Paris, 1886, 16 p. (lire en ligne)
- Agathe Maugis, Caserne Pittié, Nevers ça me botte (magazine municipal) no 137 Décembre 2006-Janvier 2007, 50 p[2]
- André Lemoyne, Anthologie des poètes français du XIXe siècle, Volume II, éditeur Alphonse Lemerre, 1887, ** 1818 à 1841, 462 p [3]